# Xylariopsis albofasciata
Xylariopsis albofasciata là một loài bọ cánh cứng trong họ Cerambycidae.